# Jaume Cullell i Giró
Jaume Cullell i Giró (Campins, 1956 - 14 de desembre del 2009) va ser restaurador i alcalde de Fogars de Montclús des del 1987 fins al 2009.
Fill de Josep Cullell i Abril (alcalde de Campins 1965-1978 i regidor de Fogars 1943-1953), vivia a la Font de Cal Guardià (el Pertegàs (Fogars de Montclús)), on tenia un negoci familiar d'hostaleria. Va ser elegit alcalde de Fogars de Montclús el 30 de juny del 1987, quan militava en CDC, i va ser reelegit dues vegades més en la mateixa llista. En les eleccions del 2003 es presentà per la candidatura Acció Municipal Democràtica (AMD-PM), vinculada al PSC, amb el suport d'Estat Català, amb què aconseguí la majoria absoluta i renovà el càrrec dos cops. Entre altres realitzacions, en els seus mandats s'urbanitzaren els carrers i les places dels nuclis de Mosqueroles i de la Costa de Montseny, i es construí el pou per a l'abastiment d'aigua al nucli de la Costa. Morí el 14 de desembre de 2009.